# Jardin botanique du col de Saverne
Le jardin botanique du col de Saverne (2,5 hectares), également appelé Jardin botanique de Saverne, est un jardin botanique et arboretum situé le long du col de Saverne. Il est situé près de la ville de Saverne dans le Bas-Rhin. 
Le jardin botanique est ouvert le week-end ainsi que tous les jours pendant les mois les plus chauds de l'année. L'entrée y est payante. 

## Historique
Le jardin fût créé en 1931 par des naturalistes, notamment par le botaniste Emile Walter (1873-1953). Depuis 1965, il est géré conjointement par l'Université Louis-Pasteur de Strasbourg, la ville de Saverne et l'Association des Jardins. En 2003, la région Alsace est également devenue partenaire. 
Le jardin est situé sur la colline du col du Saverne à 335 mètres d’altitude, et est organisé en secteurs classés par types de plantes. Il décrit sa section d'orchidées indigènes comme la plus grande de France, avec environ 20 espèces. Le jardin est composé d'une excellente collection de fougères, ainsi que les plantes alpines et d'une tourbière pour les plantes carnivores. L'arboretum occupe un tiers de la superficie du jardin et contient des espèces d'Amérique du Nord, d'Europe et d'Asie.

## Description
Les collections d'orchidées du jardin comprennent des Aceras anthropophorum, Anacamptis pyramidalis, Bletilla striata, Cypripedium calceolus, Cypripedium formosanum, Dactylorhiza maculata, Gymnadenia conopsea, Himantoglossum hircinum, Orchis militaris, Orchis morio et Orchis simia . Les collections de fougères comprennent des Adiantum pedatum, Asplenium scolopendrium, Athyrium filix-femina, Blechnum spicant, Dryopteris affinis, Gymnocarpium robertianum, Matteuccia struthiopteris, Phegopteris connectilis, Phyllitis scolopendrium et Woodsia obtusa . Ononis natrix, Pleioblastus nagashima, Saruma henryi, Shibataea kumasasa et Sinowilsonia henryi sont d’autres spécimens intéressants. 
Son arboretum contient une vaste gamme d'espèces dont Abies cephalonica, Abies cilicica, Acer capillipes, Amelanchier lamarckii, Cladrastis sinensis, Crataegus mollis, Crataegus harbisonii, Eryngium giganteum, Liriodendron tulipifera, Malus sieversii, Photinia davidiana, Picea asperata, Picea omorika, Pinus jeffreyi, Pinus sylvestris, Sequoiadendron giganteum, Sorbus aria et Sorbus reducta.